# Sigurd Håkonsson
Pour les articles homonymes, voir Håkonsson.
Sigurd Håkonsson (en norvégien moderne ; en vieux norrois, Sigurðr Hákonarson), né vers 895 et mort en 962, était un jarl norvégien. Jarl de Hladir et fils de Håkon Grjotgardsson, son domaine s'étendait sur le Trøndelag et le Hålogaland.

## Jeunesse
Sigurd Håkonsson est le fils de Håkon Grjotgardsson, fidèle allié d'Harald à la belle chevelure, le premier roi de Norvège. Symbole des liens étroits unissant les deux familles, Sigurd grandit aux côtés de deux des fils du roi Harald, Halfdan le Noir et Sigrœd, dont l'éducation est confiée à Håkon. Par ailleurs, Sigurd épouse l'une des petites-filles du roi Harald.

## Règne du roi Håkon le Bon
Après la mort du jarl Håkon, Sigurd lui succède en tant que jarl de Lade. La Heimskringla raconte comment il assiste à la naissance du futur roi Håkon le Bon qu'il nomme d'après le nom de son propre père. Après la mort du roi Harald, Sigurd aide le jeune Håkon à reprendre le trône de Norvège au frère de ce dernier, Éric à la hache sanglante. Devenu roi, Håkon le confirme dans ses fonctions de jarl, avec autorité sur tout le Trøndelag. Fervent adorateur des dieux nordiques, Sigurd ne s'oppose cependant pas au roi Håkon dans ses tentatives, infructueuses, pour convertir le peuple au christianisme.

## Règne du roi Harald à la pelisse grise
Après la mort de Håkon en 961, le fils d'Éric à la hache sanglante,  Harald à la pelisse grise monte sur le trône. Sigurd conserve le contrôle du Trøndelag en dépit de l'hostilité du nouveau roi, qui n'ose cependant rien tenter contre lui du fait de sa puissance. Le Trøndelag est, à l'époque, la province la plus riche de Norvège et le jarl conserve toute autorité sur la région. Le roi Harald en conçoit cependant un vif ressentiment et cherche à reprendre le contrôle de la province. 
Après la trahison de l'un de ses parents, Sigurd est surpris lors d'un banquet par le roi Harald et ses hommes. Il est tué, avec ses hommes, lors de l'incendie des bâtiments où il se trouve. Son meurtre sera vengé plus tard par son fils, Håkon Sigurdsson.

### Sources
Kormákr Ögmundarson était poète à la cour de Sigurd. Des fragments de l'œuvre de Kormákr sur le jarl, le Sigurðardrápa, nous sont parvenus au travers du Skáldskaparmál et de l'Heimskringla.